# Metallaxis herbuloti
Metallaxis herbuloti är en fjärilsart som beskrevs av Pierre E.L. Viette 1978. Metallaxis herbuloti ingår i släktet Metallaxis och familjen mätare. Inga underarter finns listade i Catalogue of Life.